# Ярославський повіт (II Річ Посполита)
Ярославський повіт (пол. Powiat jarosławski) — історична адміністративно-територіальна одиниця у складі Королівства Галичини і Володимирії, ЗУНР та Польщі. Адміністративним центром повіту було місто Ярослав.

## У складі Австро-Угорщини
Утворений 1867 року. В 1882 р. налічував 90 811 жителів у 139 адміністративних одиницях (1 місто, 3 містечка, 97 сільських гмін і 38 фільварків). Був осідком Ярославського деканату.

## У складі ЗУНР
Повіт входив до Львівської військової області ЗУНР. Попри переважну чисельність українців серед військового гарнізону і підтримку ними ЗУНР, місцевий керівний комітет виявив пасивність, не зайняв усі важливі пункти і не вжив заходів щодо захисту Ярослава і повіту. Активними натомість були жителі сіл, які взяли владу на місцях, але в кінцевому результаті не могли протистояти польській армії.

## Під владою Польщі
У 1920 р. був включений до новоутвореного Львівського воєводства. 
1 січня 1925 р. розпорядженням Ради Міністрів Польщі село Журавички було вилучене з Ярославського повіту і включене до Переворського повіту
15 червня 1934 р. села Жапалів і Вілька Жапалівська передані з Любачівського повіту до Ярославського, також присілок Ігначе вилучений з сільської гміни Старе Село Любачівського повіту і включений до сільської гміни Радава Ярославського повіту, натомість з Ярославського передане село Нова Гребля до Любачівського повіту.
26 липня 1934 року було створено новий поділ повіту на сільські ґміни (відповідно до нової реформи місцевого самоврядування) внаслідок об’єднання дотогочасних (збережених від Австро-Угорщини) ґмін, які позначали громаду села. Новоутворені ґміни відповідали волості — об’єднували громади кількох сіл або (в дуже рідкісних випадках) обмежувались єдиним дуже великим селом.

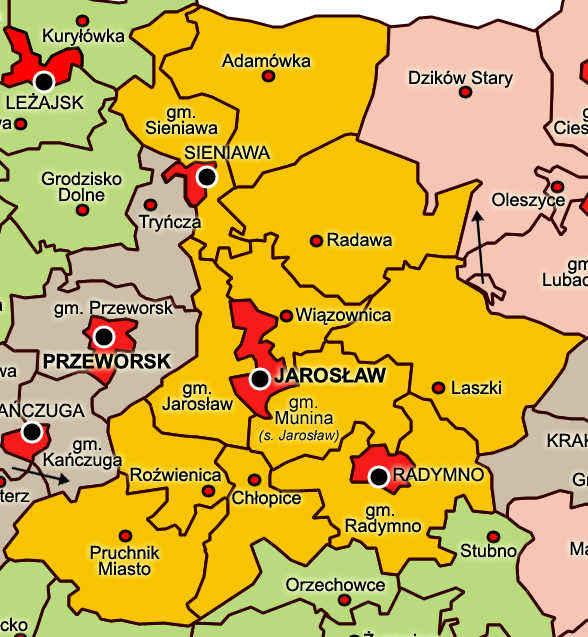
Ярославський повіт

### Сільські ґміни (з 1934 року)
- Ґміна Сінява
- Ґміна Адамівка
- Ґміна Радава
- Ґміна Ярослав (1934-1939)
- Ґміна Муніна (адміністративний центр у Ярославі)
- Ґміна Ляшки
- Ґміна В'язівниця
- Ґміна Радимно
- Ґміна Хлопіце
- Ґміна Розьвєніца
- Ґміна Прухнік-Място

### Міста
- Сінява
- Ярослав
- Радимно (з 1934)[5].

## У складі СРСР
У середині вересня 1939 року німці окупували територію повіту, однак вже 26 вересня 1939 року були змушені відступити, оскільки за пактом Ріббентропа-Молотова правобережжя Сяну належало до радянської зони впливу. 27.11.1939 постановою Верховної Ради УРСР правобережна частина Ярославського повіту в ході утворення Львівської області включена до Любачівського повіту, а 17 січня 1940 року територія поділена на Ляшківський і Синявський райони. В червні 1941, з початком Радянсько-німецької війни, територія знову була окупована німцями. В липні 1944 року радянські війська оволоділи цією територією. В жовтні 1944 року територію зі складу Львівської області передано Польщі.

## Населення
У 1907 році українці-греко-католики становили 41% населення повіту.
У 1939 році в 50 селах на сході повіту українське населення становило більшість із 65 140 мешканців: 46 345 україномовних українців-грекокатоликів — 71,15 %, 280 польськомовних українців-грекокатоликів — 0,43 %, 2 520 українців-латинників — 3,87 %, 13 340 поляків — 20,49 %, 1 375 польських колоністів міжвоєнного періоду — 2,11 %, 1 280 євреїв — 1,96 % і 20 німців та інших національностей — 0,03 %, хоч на заході через полонізацію кількість українців різко зменшилась: у 38 селах з 68 710 мешканців: 5 415 україномовних українців-грекокатоликів — 7,88 %, 8 825 польськомовних українців-грекокатоликів — 12,84 %, 43 420 поляків — 63,19 %, 375 польських колоністів міжвоєнного періоду — 0,55 %, 10 575 євреїв — 15,39 % і 100 німців та інших національностей — 0,15 %.
Публіковані польським урядом цифри про національний склад повіту за результатами перепису 1931 року (з 148 028 населення ніби-то було аж 120 429 (81,37%) поляків при 20 993 (14,18%) українців, 6 064 (4,1%) євреїв і 33 (0,02%) німці суперечать шематизмам і даним, отриманим від місцевих жителів (див. вище) та пропорціям за допольськими (австрійським) та післяпольським (німецьким 1943) переписам.